# George H. Hitchings
George Herbert Hitchings (Hoquiam, 18 april 1905 – Chapel Hill, 27 februari 1998) was een Amerikaanse farmacoloog en Nobelprijswinnaar. In 1988 won hij samen met James Whyte Black en Gertrude Elion de Nobelprijs voor de Fysiologie of Geneeskunde voor hun ontdekkingen van belangrijke principes voor de Farmacologie. Hitchings’ bijdrage was vooral op het gebied van chemotherapie.

## Biografie
Hitchings was de zoon van scheepsbouwer George Herbert Hitchings en Lilian Matthews Hitchings. Het overlijden van zijn vader toen hij twaalf was en zijn bewondering voor Louis Pasteur, die zijn rolmodel zou worden, waren zijn drijfveren naar een carrière in de geneeskunde. Na het afronden van zijn opleiding aan de Franklin High School in Seattle studeerde hij aan de Universiteit van Washington, waar hij in 1927 afstudeerde met een diploma in scheikunde. Die zomer werkte hij bij het Puget Sound Biological Station in Friday Harbor. Voor zijn werk alhier kreeg hij van de universiteit zijn Mastergraad.
Na zijn studie ging Hitchings naar de Harvard-universiteit als leraar. Voor hij in 1933 zijn Ph.D. haalde, voegde hij zich in 1929 bij Alpha Chi Sigma. In de 10 jaar erop werkte hij bij zowel Harvard als de Western Reserve University. In 1942 ging hij werken voor Wellcome Research Laboratories, waar hij in 1944 Gertrude Elion leerde kennen. Hitching en zijn team hielden zich voornamelijk bezig met de drug 2,6-diaminopurine (een geneesmiddel voor leukemie) en p-chlorophenoxy-2,4-diaminopyrimidine (een foliumzuur-antagonist).
Hun onderzoekingen leidden tot de synthese van tioguanine in 1948 en van 6-mercaptoparine (6-MP) in 1951. In 1956 hielp hij bij de synthese van trimethoprim, een antibacterieel geneesmiddel dat effectief is tegen hersenvliesontsteking, bloedvergiftiging en andere bacteriële infecties.
In 1967 werd Hitchings Vice President voor al het onderzoek aan Burroughs-Wellcome, een farmaceutisch bedrijf dat nu onderdeel is van GlaxoSmithKline. In 1976 ging hij met zijn emeritaat. Hij is auteur of coauteur van meer dan 300 gepubliceerde artikelen en verantwoordelijk voor 89 Amerikaanse patenten.
Hitching stierf in 1998.
1901: Behring · 
1902: Ross · 
1903: Finsen · 
1904: Pavlov · 
1905: Koch · 
1906: Golgi, Ramón y Cajal · 
1907: Laveran · 
1908: Mechnikov, Ehrlich · 
1909: Kocher · 
1910: Kossel · 
1911: Gullstrand · 
1912: Carrel · 
1913: Richet ·
1914: Bárány · 
1919: Bordet · 
1920: Krogh · 
1922: Hill, Meyerhof · 
1923: Banting, Macleod · 
1924: Einthoven ·
1926: Fibiger · 
1927: Wagner-Jauregg · 
1928: Nicolle · 
1929: Eijkman, Hopkins · 
1930: Landsteiner · 
1931: Warburg · 
1932: Sherrington, Adrian · 
1933: Morgan · 
1934: Whipple, Minot, Murphy · 
1935: Spemann · 
1936: Dale, Loewi · 
1937: Szent-Györgyi · 
1938: Heymans · 
1939: Domagk · 
1943: Dam, Doisy · 
1944: Erlanger, Gasser · 
1945: Fleming, Chain, Florey · 
1946: Muller · 
1947: C. Cori, G. Cori, Houssay · 
1948: Müller · 
1949: Hess, Moniz · 
1950: Kendall, Reichstein, Hench · 
1951: Theiler · 
1952: Waksman · 
1953: Krebs,Lipmann ·
1954: Enders, Weller, Robbins · 
1955: Theorell · 
1956: Cournand, Forssmann, Richards · 
1957: Bovet · 
1958: Beadle, Tatum, Lederberg · 
1959: Ochoa, Kornberg · 
1960: Burnet, Medawar · 
1961: Békésy · 
1962: Crick, Watson, Wilkins · 
1963: Eccles, Hodgkin, Huxley · 
1964: Bloch, Lynen · 
1965: Jacob, Lwoff, Monod · 
1966: Rous, Huggins · 
1967: Granit, Hartline, Wald · 
1968: Holley, Khorana, Nirenberg · 
1969: Delbrück, Hershey, Luria · 
1970: Katz, Euler, Axelrod · 
1971: Sutherland · 
1972: Edelman, Porter · 
1973: Frisch, Lorenz, Tinbergen · 
1974: Claude, De Duve, Palade · 
1975: Baltimore, Dulbecco, Temin ·
1976: Blumberg, Gajdusek · 
1977: Guillemin, Schally, Yalow · 
1978: Arber, Nathans, Smith · 
1979: Cormack, Hounsfield · 
1980: Benacerraf, Dausset, Snell · 
1981: Sperry, Hubel, Wiesel · 
1982: Bergström, Samuelsson, Vane · 
1983: McClintock · 
1984: Jerne, Köhler, Milstein · 
1985: Brown, Goldstein · 
1986: Cohen, Levi-Montalcini · 
1987: Tonegawa · 
1988: Black, Elion, Hitchings · 
1989: Bishop, Varmus · 
1990: Murray, Thomas · 
1991: Neher, Sakmann · 
1992: Fischer, Krebs · 
1993: Roberts, Sharp · 
1994: Gilman, Rodbell · 
1995: Lewis, Nüsslein-Volhard, Wieschaus · 
1996: Doherty, Zinkernagel · 
1997: Prusiner · 
1998: Furchgott, Ignarro, Murad · 
1999: Blobel · 
2000: Carlsson, Greengard, Kandel ·
2001: Hartwell, Hunt, Nurse · 
2002: Brenner, Horvitz, Sulston · 
2003: Lauterbur, Mansfield · 
2004: Axel, Buck · 
2005: Marshall, Warren ·
2006: Fire, Mello ·
2007: Capecchi, Smithies, Evans ·
2008: Zur Hausen, Barré–Sinoussi, Montagnier ·
2009: Blackburn, Greider, Szostak ·
2010: Edwards ·
2011: Beutler, Hoffmann, Steinman ·
2012: Gurdon, Yamanaka ·
2013: Rothman, Schekman, Südhof ·
2014: O'Keefe, Moser, Moser ·
2015: Campbell, Omura, Tu ·
2016: Osumi ·
2017: Hall, Rosbash, Young ·
2018: Allison, Honjo ·
2019: Kaelin, Ratcliffe, Semenza ·
2020: Alter, Houghton, Rice ·
2021: Julius, Patapoutian ·
2022: Pääbo ·
2023: Karikó, Weissman ·
2024: Ambros, Ruvkun